# Rio das Mortes
Pour plus de détails, voir Fiche technique et Distribution.
Rio das Mortes est un téléfilm allemand réalisé par Rainer Werner Fassbinder, diffusé en 1971.

## Synopsis
Deux amis, Michel et Günther, las de leur vie monotone, projettent de partir au Pérou. Ils tentent de réunir l'argent nécessaire au voyage.

## Fiche technique
- Titre : Rio das Mortes
- Réalisation : Rainer Werner Fassbinder
- Scénario : Rainer Werner Fassbinder
- Production : Klaus Hellwig, Peer Raben
- Musique : Peer Raben
- Photographie : Dietrich Lohmann
- Montage : Thea Eymèsz et Rainer Werner Fassbinder
- Décors : Kurt Raab
- Costumes : Kurt Raab
- Pays d'origine :  Allemagne de l'Ouest
- Format : couleur - mono
- Genre : comédie
- Durée : 84 minutes
- Date de diffusion : 1971

## Distribution
- Hanna Schygulla : Hanna
- Michael König : Michel
- Günther Kaufmann : Günther
- Katrin Schaake : Katrin, l'amie d'Hanna
- Harry Baer : le collègue de Michel
- Ulli Lommel : le vendeur de voitures
- Ingrid Caven : une collègue d'Hanna
- Magdalena Montezuma : une collègue d'Hanna
- Kurt Raab : le pompiste
- Joachim von Mengershausen : Joachim, l'ami de Katrin
- Lilo Pempeit : la mère de Günther
- Walter Sedlmayr : le secrétaire
- Rainer Werner Fassbinder : le partenaire de danse d'Hanna